# Maria da Conceição Nobre Cabral

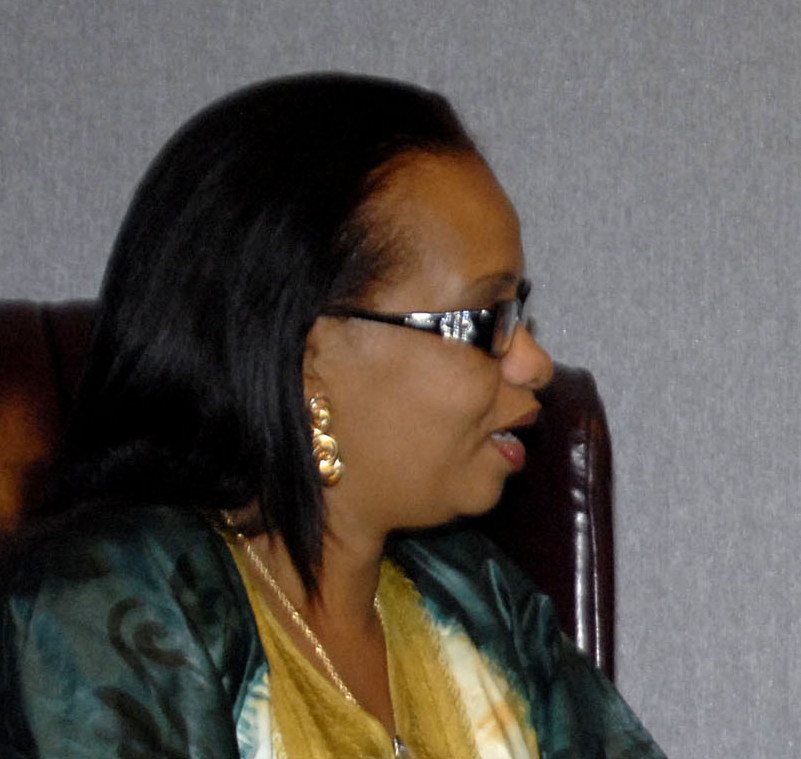
Maria da Conceição Nobre Cabral năm 2008

Maria da Conceição Nobre Cabral là một chính trị gia người Guine-Bissau, từng là Bộ trưởng Bộ Ngoại giao từ năm 2007 đến 2009.
Cabral được bổ nhiệm làm Bộ trưởng Ngoại giao vào ngày 18 tháng 4 năm 2007, là một phần của chính phủ của Thủ tướng Martinho Ndafa Kabi. Cô được chọn cho bài viết của Tổng thống Nino Vieira.
Cabral đã kết hôn với một cựu đại sứ của Guinea-Bissau tại Hoa Kỳ.